# Stettener Bach (Naturschutzgebiet)
Das Gebiet Stettener Bach ist ein mit Verordnung vom 12. September 1990 des Regierungspräsidiums Stuttgart ausgewiesenes Naturschutzgebiet (NSG-Nummer 1.156) im Gebiet der Stadt Esslingen und der Gemeinde Aichwald im baden-württembergischen Landkreis Esslingen in Deutschland.

## Lage und Schutzzweck

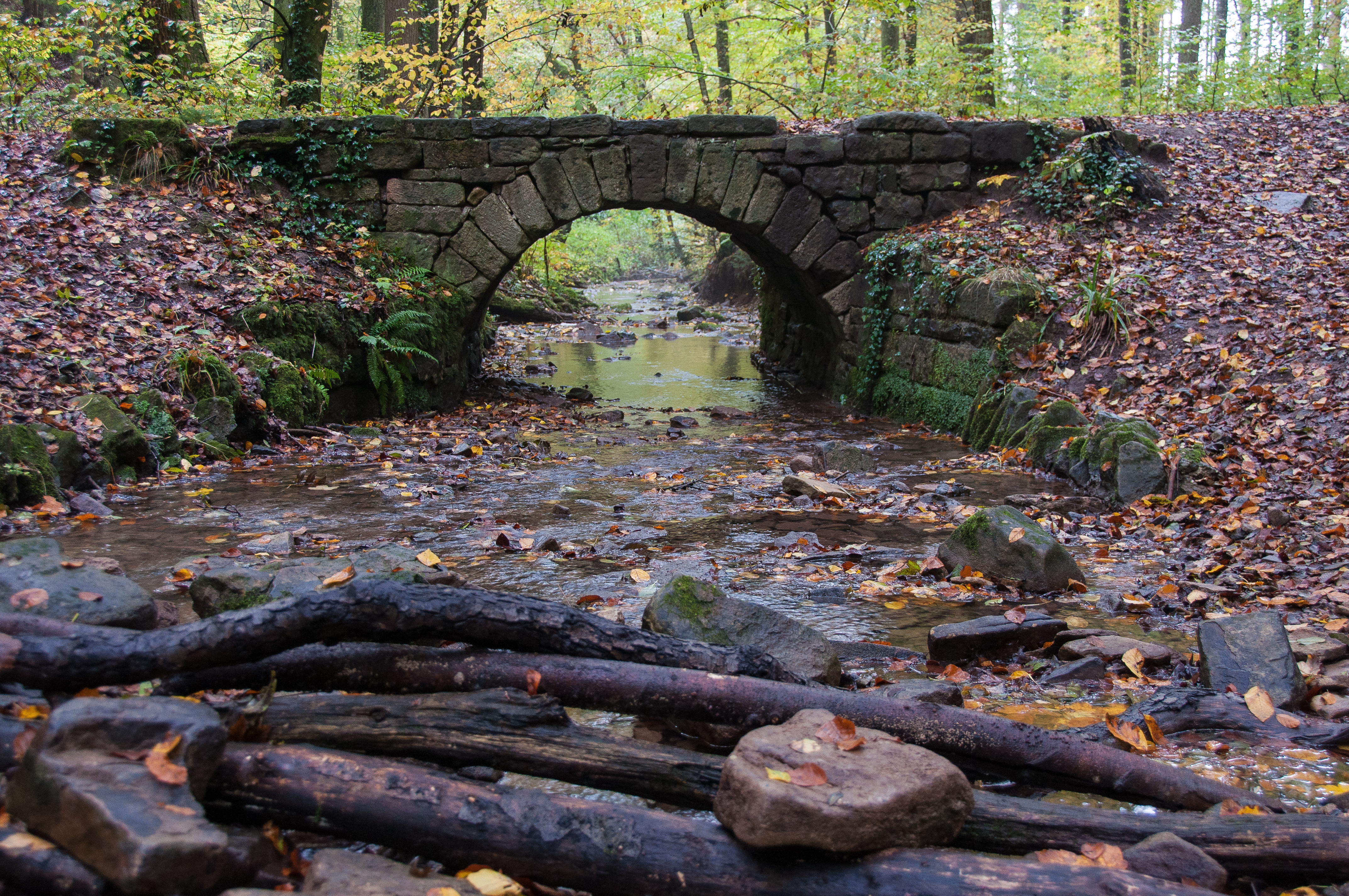
Steinbrücke über den Bach im Schutzgebiet

Das 49,6 Hektar (ha) große Naturschutzgebiet beginnt am westlichen Ortsrand von Aichschieß, einem Teilort der Gemeinde Aichwald. Es umfasst das bewaldete Tal des Stettener Baches mit Seitenklingen von der Quelle in nordöstliche Richtung bis zum Austritt in die offenen Wiesen an der Kreisgrenze zum Rems-Murr-Kreis. Der Stettener Bach überwindet von seinem Quellbereich bis zur Kreisgrenze eine Höhendifferenz von 147 m (457-310 m). Das Gebiet gehört zum Naturraum Schönbuch und Glemswald.
Wesentlicher Schutzzweck ist die Erhaltung einer landschaftlich und biologisch wertvollen, naturnahen Keuperklinge im Schurwald. Die Schluchtwaldfauna und -flora soll erhalten und gefördert werden. Der Stettener Bach und seine unmittelbare Umgebung wurde als Lebensraum für gefährdete und vom Aussterben bedrohte Tier- und Pflanzenarten unter Schutz gestellt. Nahezu deckungsgleich ist das Naturschutzgebiet Stettener Bach auch als Schonwald ausgewiesen.